# 真夜中テレビ
『真夜中テレビ』（まよなかテレビ）は、1987年3月13日から1998年3月21日まで関西テレビが金曜深夜に編成していた単発特別番組枠の名称。全523回。

## 概要
元々関西テレビは、1986年秋からフジテレビ制作の『録画チャンネル4.5』（4時間半にわたって放送される週替わりのエンターテインメント番組）を金曜深夜に放送していたが、同番組の終了に伴い、同枠を事実上系譜する形で自社制作のオリジナル番組を放送するようになったのがこの枠の始まりである。発足経緯から当初は金曜深夜に編成されていたが、土曜深夜に放送されていた自社制作番組『エンドレスナイト』が終了した後は土曜深夜に編成されるようになった。
同枠は自社制作番組のほか、フジテレビの番組や系列地方局の番組も放送していた。中央競馬のGIレースの実況映像をまとめて紹介する『GIレース集』などは人気を集めた。
番組のオープニング曲として、ビートルズの「Can You Take Me Back」が使用されていた。

## 放送番組
- GIレース集
- 散歩しましょう
- 笑いの殿堂
- 奇妙な出来事
- 世界で一番くだらない番組
- 完全走破!日本縦断2002キロ高速道路の旅